# سمك مجفف

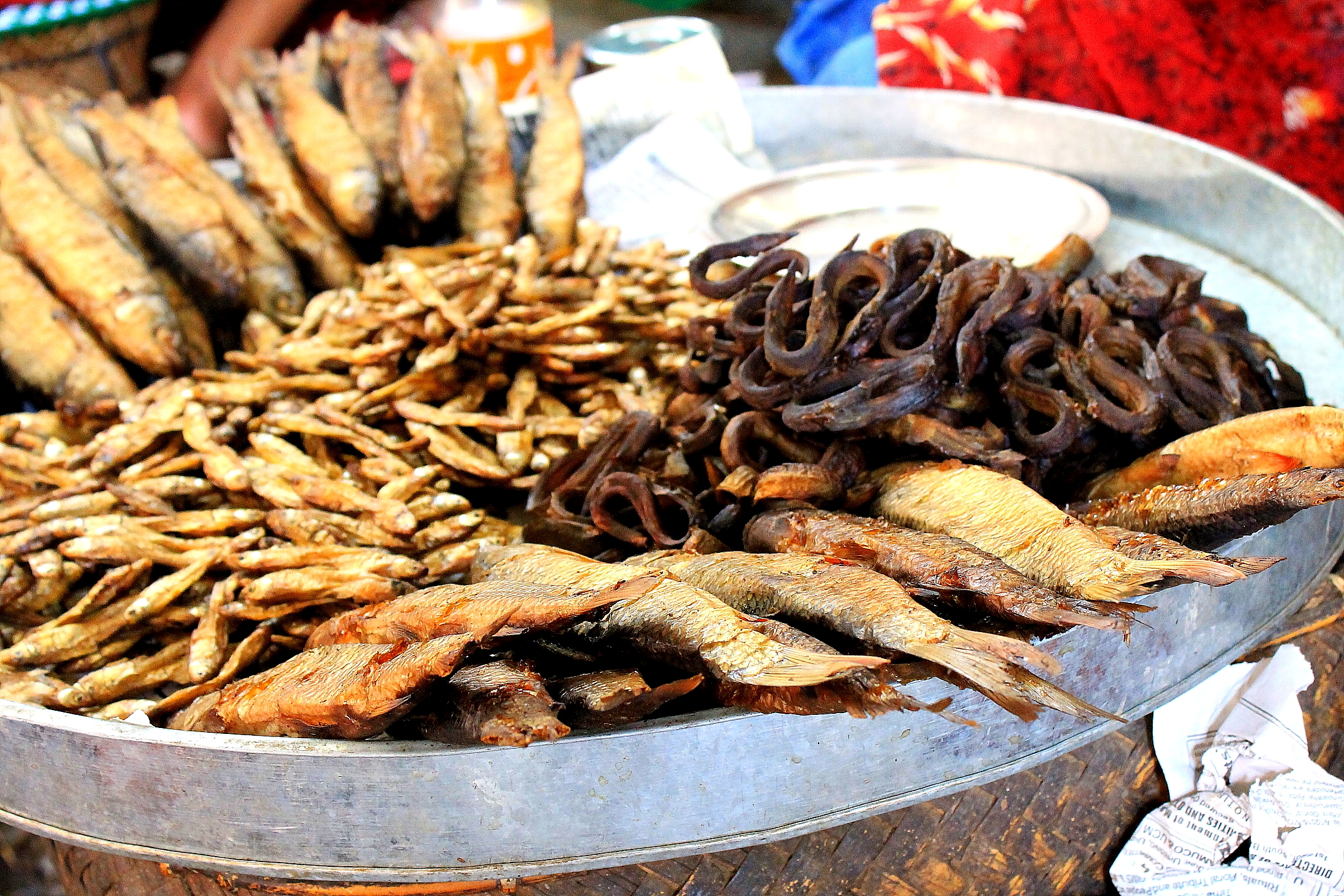
أنواع مختلفة من الأسماك المجففة

تتدهور الأسماك الطازجة بسرعة ما لم يُعثَر على طريقة للحفاظ عليها. التجفيف هي طريقة لحفظ الطعام تعمل من طريق إزالة الماء من الطعام، ما يمنع نمو الكائنات الحية الدقيقة. يُمارس التجفيف في الهواء الطلق باستخدام الشمس والرياح منذ العصور القديمة للحفاظ على الطعام. عادة يُزال الماء بوساطة التبخر (التجفيف بالهواء أو التجفيف بالشمس أو التدخين أو التجفيف بالرياح)، ولكن في حالة التجفيف بالتجميد، يجري أولًا تجميد الطعام ثم إزالة الماء من طريق التسامي. تحتاج البكتيريا والخمائر والعفن إلى الماء الموجود في الطعام لتنمو، والتجفيف يمنعها بنحو فعال من البقاء على قيد الحياة في الطعام.
يُحافظ على الأسماك عبر الطرق التقليدية، مثل التجفيف والتدخين والتمليح. وكانت أقدم طريقة تقليدية لحفظ الأسماك هي السماح للرياح والشمس بتجفيفها.
يعد تجفيف الطعام أقدم طريقة حفظ معروفة في العالم، ويصل عمر التخزين للأسماك المجففة إلى عدة سنوات. الطريقة رخيصة وفعالة في المناخات المناسبة، ويمكن للصياد وعائلته القيام بالعمل، ويُنقل المُنتج بسهولة إلى السوق.

## الانواع

### سمك المرق
هو سمك غير مملح، خاصة سمك القد، يجفف بالهواء البارد والرياح على رفوف خشبية على الشاطئ الأمامي. تُعرف رفوف التجفيف باسم رقائق السمك. سمك القد هو أكثر الأسماك المستخدمة في إنتاج سمك المرق شيوعًا، على الرغم من استخدام أنواع أخرى من الأسماك البيضاء، مثل بولوك، وسمك الحدوق، واللينج، وتاسك.

### كليبفيش
على مر القرون، تطورت أنواع عديدة من الأسماك المجففة. غالبًا ما يُخلَط بين سمك المرق، المجفف كأسماك طازجة وغير مملحة، مع كليبفيش، حيث تُملح الأسماك قبل التجفيف. بعد 2-3 أسابيع في الملح، يصبح السمك ملحيًا، ويتحول من سمك مملح رطب إلى كليبفيش من طريق عملية التجفيف. جُففت الأسماك المملحة في وقت سابق على الصخور (مقاطع) على الشاطئ الأمامي. طوَّر البرتغاليون طريقة إنتاج الكليبفيش (أو سمك الباكالهاو بالبرتغالية)، إذ قاموا أولًا بتعدين الملح بالقرب من المياه قليلة الملوحة في أفيرو، ونقلوه إلى نيوفاوندلاند، حيث كان سمك القد متاحًا بكميات هائلة. (q.v.). لم يكن التمليح ممكنًا اقتصاديًا حتى القرن السابع عشر، عندما أصبح الملح الرخيص من جنوب أوروبا متاحًا للدول البحرية في شمال أوروبا.
يُعالَج سمك السلمون في عملية تسمى التخمير، إذ تنضج البكتيريا المتكيفة مع البرودة الأسماك، على غرار عملية نضج الجبن. يُعالَج الكليبفيش في عملية معالجة كيميائيًا تسمى التحلل بالملح، على غرار عمليات النضج للمنتجات الأخرى ذات النضج الملحي مثل لحم الخنزير بارما.

### أخرى
• باكالهو هي الكلمة البرتغالية لسمك القد، وفي سياق الطهي، تشير إلى سمك القد المجفف والمملح. يشار إلى سمك القد الطازج (غير المملح) باسم باكالهو فريسكو (سمك القد الطازج). أطباق باكالهو شائعة في البرتغال وجاليسيا، في شمال غرب إسبانيا، وبدرجة أقل في المستعمرات البرتغالية السابقة، مثل أنغولا وماكاو والبرازيل. يقال إن هناك أكثر من 1000 وصفة في البرتغال وحدها، ويمكن عدها المكون الأيقوني للمطبخ البرتغالي (ولكن الغريب أنها السمكة الوحيدة التي لا تستهلك طازجة في هذه الدولة المحبة للأسماك). غالبًا ما يُطهى في المناسبات الاجتماعية، وهو عشاء عيد الميلاد البرتغالي التقليدي في بعض أنحاء البرتغال.
• يُجفف ماكيريل (سوخو بانغدو باللغة الكونكانية) في جوا منذ العصور القديمة. إذا حُفظت جيدًا فيمكن أن تبقى لسنوات عديدة. كما يُجفف الجمبري وسمك القرش في جوا.
• باكالا (في لغة البندقية: باكالا) هي أسماك مجففة بالشمس، بدلًا من سمك القد المملح. في أجزاء أخرى من إيطاليا، تُعطى الأطباق المصنوعة من سمك القد المملح الاسم نفسه. تُنقع أطباق الباكالا المصنوعة من سمك المرق لعدة أيام لتليين السمك. يُنقع سمك القد المملح، وهو طري بالفعل، لإزالة الملح الزائد.
• باليك هو المصطلح الروسي للأجزاء اللينة المملحة والمجففة من الأسماك ذات القيمة الكبيرة، مثل سمك الحفش أو السلمون. مع مرور الوقت، أصبح المصطلح ينطبق أيضاً على الأسماك المدخنة من هذه الأنواع.